# Michaił Kuleszow
Michaił Jemieljanowicz Kuleszow, ros. Михаил Емельянович Кулешов (ur. 1900 w chutorze Izwarino w okręgu donieckim, zm. 19 września 1943 w Krasnodonie) – rosyjski wojskowy, prawnik i dziennikarz, funkcjonariusz kolaboracyjnej policji pomocniczej w Krasnodonie podczas II wojny światowej
Podczas wojny domowej w Rosji służył od 1919 w 7. Dońskim Pułku Kozackim Sił Zbrojnych Południa Rosji gen. Antona I. Denikina. Na początku 1920 w Noworosyjsku dostał się do niewoli bolszewickiej. Po zakończeniu działań wojennych wypuszczono go na wolność, po czym powrócił w rodzinne strony. W 1928 został aresztowany przez OGPU i skazany na karę pozbawienia wolności w łagrze. Po wyjściu na wolność został prawnikiem w urzędzie miejskim w Krasnodonie. Od 1933 pracował jako korespondent gazety „Za industrializacju”, zaś od 1934 do 1936 gazety „Izwiestija”.
Po ataku wojsk niemieckich na ZSRR 22 czerwca 1941 pozostał w Krasnodonie. Pracował w urzędzie miejskim okupowanego przez Niemców Krasnodona. Zajmował się m.in. werbunkiem ludności cywilnej na roboty przymusowe do Niemiec. Od połowy grudnia 1942 pełnił funkcję śledczego, a następnie starszego śledczego rejonowej policji pomocniczej w mieście.
Doprowadził do rozbicia młodzieżowej proradzieckiej organizacji konspiracyjnej „Młoda Gwardia”, której członkowie (m.in. Lubow Szewcowa, Uljana Gromowa i Oleg Koszewoj) zostali zamordowani przez Niemców. Po wyzwoleniu Krasnodonu przez Armię Czerwoną latem 1943, próbował się ukrywać, aż został aresztowany przez NKWD. 18 sierpnia tego roku po procesie skazano go na karę śmierci za zdradę i kolaborację. Stracony przez rozstrzelanie.